# رز کرک‌آلود
رز کرک‌آلود، رز ویلوسا(نام علمی: Rosa villosa) نام یک گونه از سرده رز است.